# James Somersett
James Somersett var en afrikansk slave, som blev frifundet i en engelsk retssag i 1772. Dommen angik spørgsmål om hvorvidt slaveri var lovligt i England og Wales (dog ikke i det øvrige Britiske Imperium). Afgørelsen, som blev afsagt af lord Mansfield, bestemte følgende:

Slaveri som tilstand er af sådan en beskaffenhed, at det ikke kan forsvares logisk, moralsk eller politisk, men kun ved positiv/nedskreven lov, som kan bevare sin styrke længe efter den logik, de begivenheder og den tidsånd hvoraf slaveriet stammer fra, er blevet slettet af hukommelsen. Det er så frastødende, at intet andet end selve loven kan oppebære det. Uanset hvilke besværligheder, denne dom måtte medføre, kan jeg ikke sige, at denne praksis tillades eller billiges under engelsk lov; og derfor skal den sorte firfindes.
The state of slavery is of such a nature that it is incapable of being introduced on any reasons, moral or political, but only by positive law, which preserves its force long after the reasons, occasions, and time itself from whence it was created, is erased from memory. It is so odious, that nothing can be suffered to support it, but positive law. Whatever inconveniences, therefore, may follow from the decision, I cannot say this case is allowed or approved by the law of England; and therefore the black must be discharged.
Det er omdiskuteret præcis hvilken betydning dommen fik for slaveriet i England efterfølgende. Selvom Lord Mansfield beskrev slaveri som "frastødende", blev slaveri ikke dømt ulovligt og Somersett blev ikke engang fra af sin slavestatus. Strengt taget bestemte dommen kun, at en slave ikke kunne tvinges til at forlade England imod sin vilje. Alligevel anses dommen for en milesten i frigørelsen af de engelske slaver.